# ZPR Media
Grupa ZPR Media − polska grupa medialna, należąca do koncernu Zjednoczone  Przedsiębiorstwa Rozrywkowe. Grupa ZPR Media jest właścicielem stacji radiowych oraz portali, serwisów internetowych i czasopism.
W 2014 roku powstała Grupa ZPR Media w wyniku konsolidacji pod jedną marką różnych działalności spółek powiązanych.

## Działalność
Opracowano na podstawie materiału źródłowego
Działalność Grupy ZPR Media obejmuje większość segmentów rynku medialnego, w tym media elektroniczne (internet, radio, telewizję) oraz rynek prasowy. Działalność wydawnicza (ogólnopolski dziennik Super Express oraz miesięczniki "Murator" i "Architektura-murator") i internetowa skupione są w spółce Time SA, która jest również brokerem radiowym, a działalność radiowa skupiona jest w spółkach Radio ESKA S.A., International Communication sp. z o.o., Eska Rock S.A., Muzo. fm sp. zo.o, Nadawca sp. z o.o. oraz kilkunastu innych, powiązanych spółkach-koncesjonariuszach.

### Telewizja
Obecnie Grupa ZPR Media jest nadawcą trzech internetowych kanałów telewizyjnych w modelu FAST:
- Super Express TV - kanał informacyjno-publicystyczny;
- Poradnik Zdrowie TV - kanał poradnikowy;
- Murator TV - kanał budowalno-wnętrzarski.

W przeszłości spółki Grupy ZPR Media były nadawcą siedmiu tematycznych kanałów telewizyjnych. Ich program rozpowszechniany jest drogą satelitarną, w sieciach kablowych oraz poprzez Internet. Cztery kanały dostępne są ponadto w ofercie naziemnej telewizji cyfrowej DVB-T. Po sprzedaży w 2017 i 2020 roku wszystkie dotychczasowe kanały Grupy ZPR Media znalazły się w grupie Telewizji Polsat. Na ofertę telewizyjną grupy składały się:
- Nowa TV – kanał ogólny i uniwersalny zawierający filmy, rozrywkę, a także informacje i publicystykę (sprzedany w 2020 roku),
- Fokus TV – kanał ogólny i edukacyjno-poznawczy (sprzedany w 2020 roku),
- Eska TV – kanał muzyczny dla grupy wiekowej 15–34 lat (sprzedany w 2017 roku),
- Eska TV Extra – kanał muzyczno-rozrywkowy (sprzedany w 2017 roku)[8][9][10],
- Eska Rock TV – kanał prezentujący muzykę rockową (sprzedany w 2017 roku)[11],
- Polo TV – kanał prezentujący polską muzykę taneczną (sprzedany w 2017 roku),
- VOX Music TV – kanał muzyczno-rozrywkowy dla grupy wiekowej 25-45 lat (sprzedany w 2017 roku).

Wcześniej do Grupy ZPR Media należały też stacje telewizyjne:
- Hip Hop TV – kanał prezentujący muzykę hip-hop, r&b, reggae, dancehall i dubstep (w 2017 roku zastąpiła go Eska Rock TV)[12][13][14].
- Ósemka TV – kanał muzyczno-rozrywkowy (w 2017 roku zastąpiła go Eska TV)[10]

### Radio
Działalność radiowa Grupy ZPR Media skupiona jest pod brandem Grupa Radiowa Time. Spółki dysponują kilkudziesięcioma koncesjami lokalnymi oraz dwoma ponadregionalnymi, realizując łącznie pięć projektów radiowych:
- Radio Eska – sieć rozgłośni lokalnych nadających w formacie CHR,
- Eska Rock – ponadregionalna[15] rozgłośnia prezentująca muzykę rockową,
- Radio VOX FM – ponadregionalna rozgłośnia prezentująca muzykę dyskotekową,
- Radio Eska2– sieć rozgłośni lokalnych prezentujących wyłącznie polską muzykę,
- Radio Plus – sieć lokalnych rozgłośni diecezjalnych prowadzona we współpracy z grupą Eurozet.

Wcześniej do ZPR Media należały też:
- Radio Wawa – sieć rozgłośni lokalnych prezentujących wyłącznie polską muzykę istniejąca w latach 1992−2021, która została zastąpiona przez Radio SuperNova[16].
- Muzo.fm − ponadregionalna rozgłośnia prezentująca muzykę rockową i ambitny pop istniejąca w latach 2014-2024. Należała do Grupy ZPR Media od marca 2024 roku, przedtem do Telewizji Polsat. Została zastąpiona przez radio Eska Rock[15].

### Prasa
Grupa ZPR Media jest obecna na rynku prasy codziennej i czasopism specjalistycznych poprzez spółkę Time SA. W portfolio wydawnictwa znajdują się:
- „Super Express” – ogólnopolski dziennik o profilu tabloidowym,
- „Murator” – miesięcznik o tematyce budowlano-remontowej;
- „Architektura-Murator” – miesięcznik poświęcony architekturze w Polsce i na świecie.

### Internet
Spółki Grupy ZPR Media są wydawcami serwisów internetowych, w większości powiązanych z projektami prasowymi i radiowymi. Należą do nich:
- portale informacyjne: se.pl, superbiz.se.pl, portalobronny.pl;
- portale rozrywkowe: eska.pl, eskarock.pl, voxfm.pl, superseriale.se.pl,
- portale budowlano-wnętrzarskie: muratordom.pl, muratorplus.pl, urzadzamy.pl, architektura.murator.pl, haleprzemyslowe.muratorplus.pl, obiektykomercyjne.muratorplus.pl, obiektymieszkalne.muratorplus.pl;
- portale poradnikowo-hobbystyczne: poradnikzdrowie.pl, mjakmama24.pl, beszamel.pl;
- sklepy internetowe: vivelo.pl, projekty.muratordom.pl.

### Pozostałe
Pod patronatem swoich tytułów prasowych i stacji radiowych Grupa ZPR Media organizuje również eventy, m.in. „Eska Music Tour”, „Złoty Laur Super Biznesu”, gala „Życie w Architekturze”, debaty Portalu Obronnego, a w przeszłości m.in. „Eska Music Awards”, „Letnia Scena Eski”, „WAWA Live”, „Polo TV Hit Festival”.
Poprzez agencję SayHi (spółka N-TEQ SA) prowadzi działalność fonograficzną w obszarze działań produkcyjnych i agencyjnych, pomagając artystom stawiać pierwsze kroki w świecie dystrybucji cyfrowej, publishingu czy występów na scenie.
Na rynku reklamowym Grupa ZPR Media obecna jest poprzez spółki Time S.A. (reklama radiowa) oraz IDM NET S.A. (reklama telewizyjna i internetowa).
Do Grupy ZPR Media należy również Wydawnictwo HARDE, które skupia się na wydawaniu literatury faktu, reportaży, książek z gatunku true crime.
Grupa ZPR Media prowadzi też działalność w obszarze produkcji formatów wideo poprzez dwie spółki: ZPR Media SA oraz VELES Productions.
Grupa ZPR Media była właścicielem spółki Murator Expo – organizatora targów i imprez wystawienniczych (Warszawskie Targi Książki, Warszawskie Targi Turystyczne, „Rolexpo”, „Wiatr i Woda”). 